# Lincoln Williams
Lincoln Alexander Williams (* 6. Oktober 1993 in Brisbane) ist ein australischer Volleyballnationalspieler.

## Karriere
Williams begann im Alter von 13 Jahren an der Highschool mit Volleyball. Von 2010 bis 2012 wurde er am Australian Institute of Sport ausgebildet, wo er parallel auch Beachvolleyball spielte. 2012 wurde er australischer Meister. Im gleichen Jahr gab der Diagonalangreifer sein Debüt in der australischen Nationalmannschaft und nahm mit ihr an den Olympischen Spielen in London teil, bei denen Australien den neunten Rang belegte. In der folgenden Saison spielte Williams in Schweden bei Linköpings VC. In der Saison 2013/14 war er beim italienischen Zweitligisten Volley Corigliano aktiv. Danach wechselte er nach Estland zu Selver Tallinn. Mit dem Verein gewann er 2016 das Double aus Meisterschaft und nationalem Pokal. 2017 wurde er erneut estnischer Meister. Mit der Nationalmannschaft spielte er 2017 in der Weltliga. Danach wurde Williams vom deutschen Bundesligisten United Volleys Frankfurt verpflichtet. In der Saison 2017/18 erreichte er mit dem Verein im DVV-Pokal und in den Bundesliga-Playoffs jeweils das Halbfinale. Bei der Weltmeisterschaft 2018 erreichte er mit Australien die zweite Gruppenphase. Danach wechselte Williams zum polnischen Verein MKS Będzin. Im Februar 2019 wurde er vom russischen Erstligisten Jugra Samotlor Nischnewartowsk verpflichtet.